# Список футболістів збірної Австрії

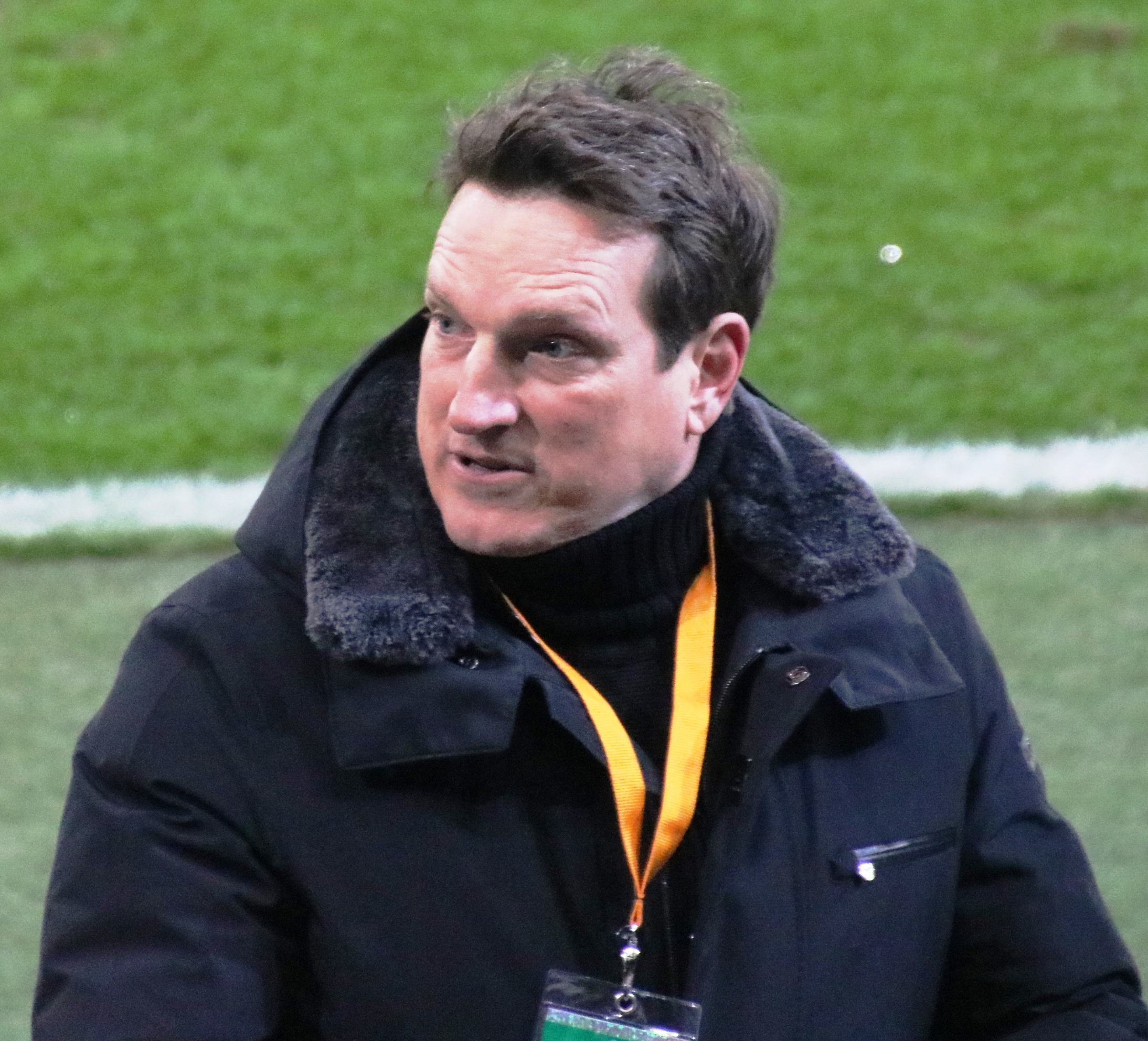
Енді Герцог є гравцем Австрії з найбільшою кількістю зіграних матчів за всю історію.

Збірна Австрії з футболу представляє Австрію в міжнародних футбольних асоціаціях з 1902 року. Австрія зіграла свій перший міжнародний матч 12 жовтня 1902 року, перемігши сусідню Угорщину з рахунком 5:0 у товариському матчі. Команда керується Австрійським футбольним союзом (нім. Österreichischer Fußball-Bund; ÖFB) і виступає як член Союзу європейських футбольних асоціацій (УЄФА), який охоплює країни Європи та Ізраїль. Станом на листопад 2020 року Австрія зіграла в цілому 791 міжнародний матч, вигравши 331, зігравши внічию 170 і програвши 290 разів. Австрія найчастіше грала з Угорщиною, вони зустрічаючись із цією командою 137 разів. З них Австрія виграла 40, зіграла внічию 30 і програла 67. Футбольне суперництво Австро-Угорщини є другим за кількістю зіграних міжнародних матчів в історії футболу, поступаючись лише суперництву Аргентина-Уругвай, яке було офіційно зіграно 194 рази.
Андреас Герцог є гравцем Австрії з найбільшою кількістю матчів. Він провів 103 матчі. Андреас Герцог дебютував на міжнародному рівні 6 квітня 1988 року в матчі проти Греції (2:2), а 17 квітня 2002 року зрівняв рекорд Тоні Полстера за кількістю матчів, вигравши свій 95-й матч. Він перевершив Полстера через місяць у своєму наступному виступі та завершив свою кар'єру зі 103 матчами, ставши єдиним австрійцем, який виграв більше ніж 100 матчів. Полстер залишається найкращим бомбардиром Австрії з 44 голами, включаючи три хет-трики та шість дублів.
Ян Студничка, який зробив хет-трик у першому міжнародному матчі Австрії, став першим гравцем, який зібрав 25 матчів за команду. Він досяг цього результату в листопаді 1917 року, але за свою кар'єру зіграв лише три матчі за національну команду. У квітні 1921 року Олександр Попович встановив новий рекорд у матчах, вигравши свій 29-й матч, а рік потому Йозеф Брандштеттер побив цей рекорд. Йозеф Блюм зрівнявся з рекордом Брандштеттера в 1929 році, але не перевершував його протягом майже двох років, перш ніж стати новим рекордсменом. Він завершив свою кар'єру, провівши 51 матч, ставши першим гравцем, який провів 50 матчів за національну команду. Ернст Оцвірк тримав рекорд у матчах між 1954 і 1957 роками, перш ніж Герхард Ханаппі став рекордсменом після свого 62-го виступу. Перші 55 матчів Ханаппі були виграні в послідовних матчах між листопадом 1948 і травнем 1956 року Його остаточний рахунок із 93 матчів тривався понад 40 років, поки Полстер не подолав рекорд під час групового етапу Чемпіонату світу з футболу 1998 року. Порівнявши рекорд Ханаппі у другій груповій грі Австрії проти Чилі, він виграв свій 94-й матч у фінальному груповому матчі своєї команди проти Італії. Після турніру Полстер з'явився лише один раз за Австрію, завершивши кар'єру, і провівши 95 матчів.
Студничка також був рекордсменом за кількістю голів у національній збірній від першого матчу команди і до 1929 року. Фердинанд Сватош зрівнявся з його результатом у 18 голів у 1925 році. Йоганн Хорват випередив їх, забивши дубль у матчі проти Італії. Хорват і Антон Шалль кілька років змагалися за рекорд у складі австрійської «Вундертім»; Шалл перевершив Горвата в 1933 році, перш ніж Хорват відновив рекорд наступного року. Шалль зрівняв новий рекорд тижнем пізніше своїм останнім голом за міжнародний турнір, але Хорват забив ще два голи, перш ніж завершити кар'єру з 29 голами. Рекорд Хорвата тримався 46 років, поки Ганс Кранкль не забив свій 30-й гол у міжнародних матчах в листопаді 1980 року, завершивши свою кар'єру з 34 голами. Вцілому Кранкль мав шість голів під час перемоги над Мальтою з рахунком 9:0 у 1977 році, це найбільша кількість голів, забитих австрійським гравцем в одному міжнародному матчі. Нинішній рекордсмен Тоні Польстер перевершив Кранкля в 1996 році і завершив свою кар'єру, забивши 44 м'ячі на міжнародному рівні.

## Гравці

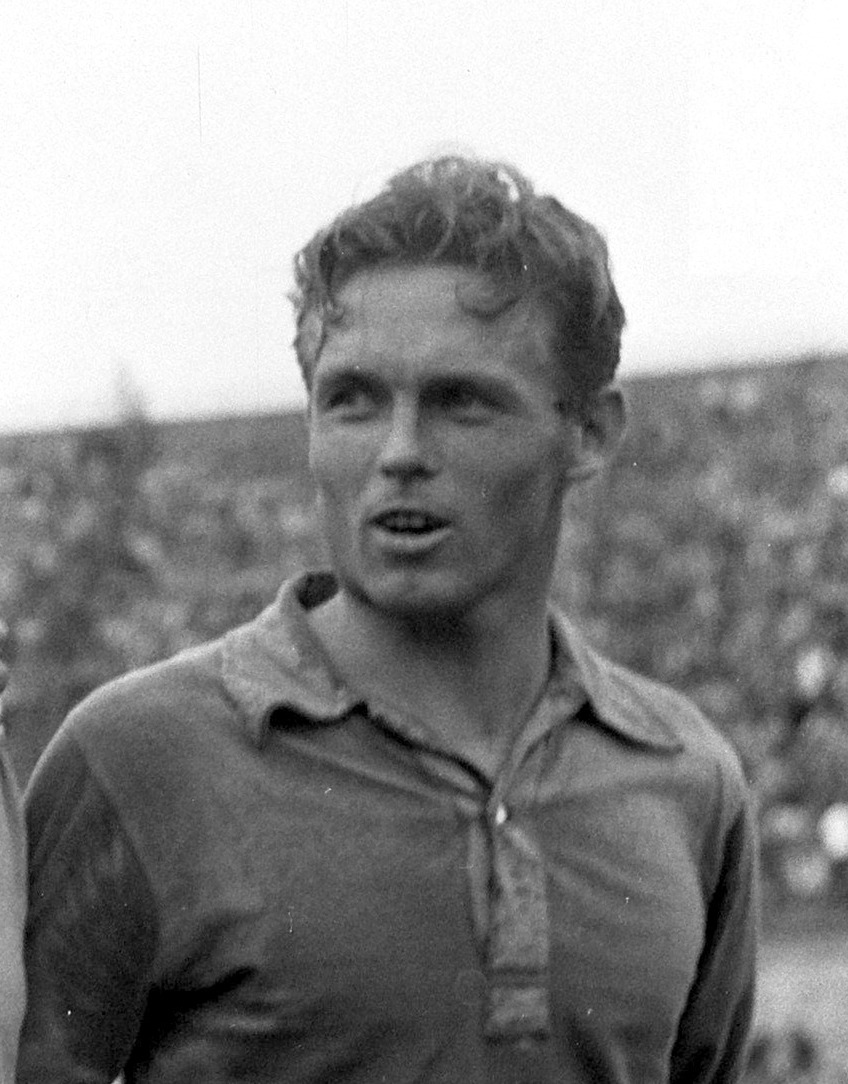
Ґерхард Ханаппі був рекордсменом Австрії за виступами понад 40 років.

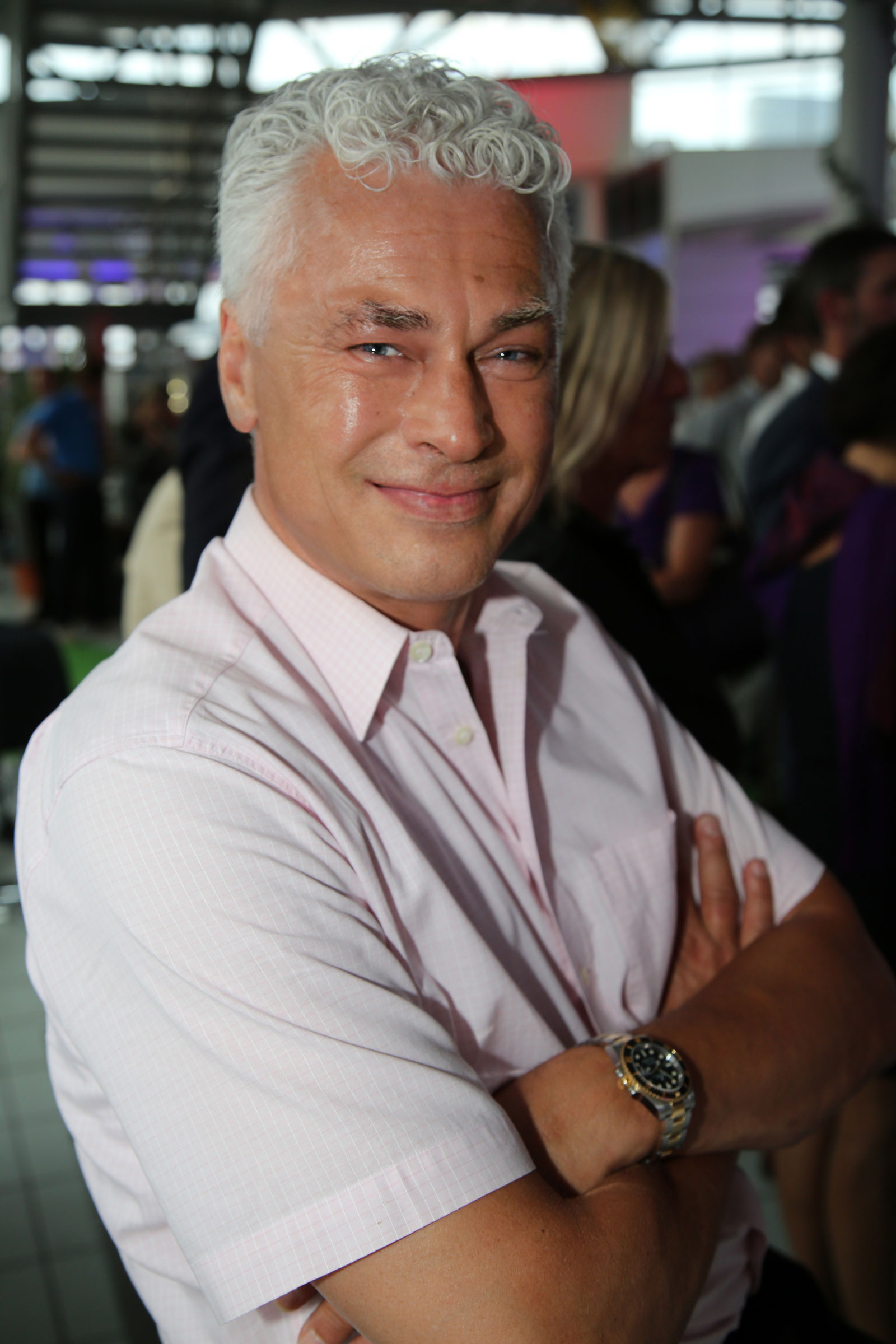
Тоні Польстер тримав рекорд за кількістю матчів за збірну Австрії з 1998 по 2002 рік і залишається найкращим бомбардиром країни.

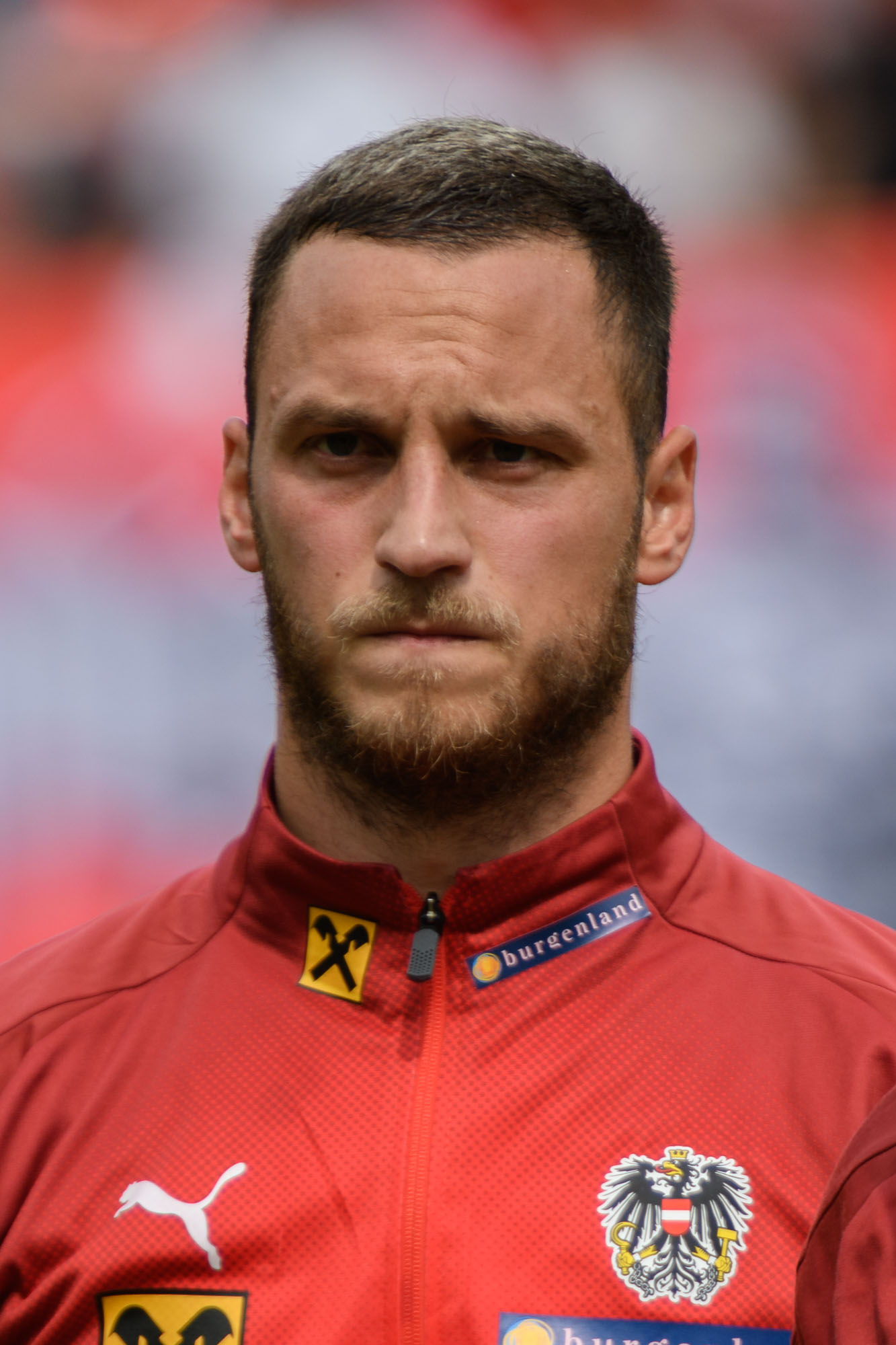
Марко Арнаутович є гравцем з найбільшою кількістю матчів, який залишається активним у національній збірній.

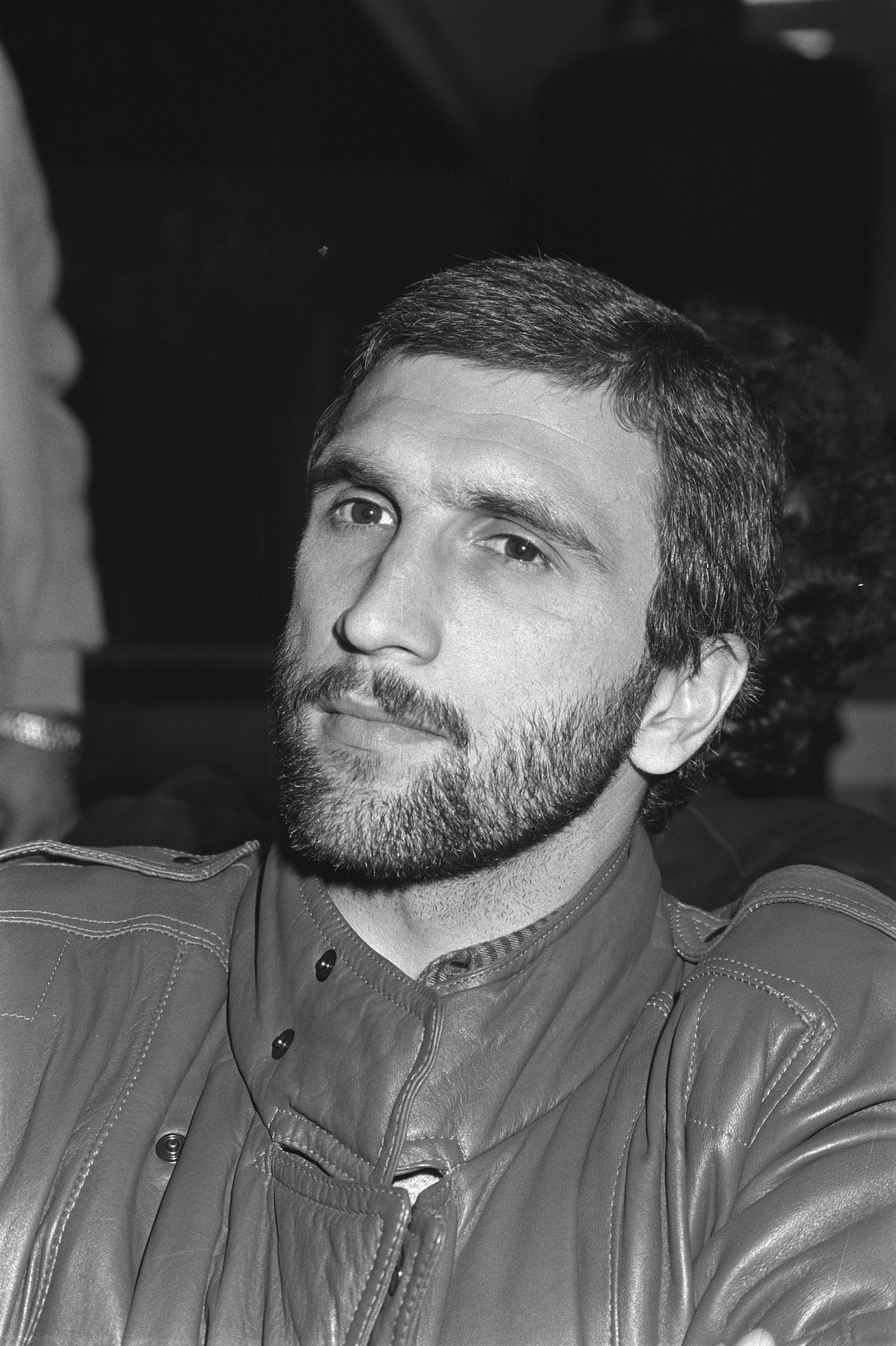
Ганс Кранкль був рекордсменом національної збірної за кількістю голів між 1980 і 1996 роками.

У списку зібрано ігри та голи з Чемпіонатів світу ФІФА та Чемпіонатів Європи УЄФА та обов'язкових кваліфікаційних матчів кожного змагання, а також матчів Ліги націй УЄФА та численних міжнародних товариських турнірів і матчів. Гравці перераховані за кількістю матчів. Якщо кількість ігор рівна, гравці перераховуються в алфавітному порядку. Статистику оновлено за матчем, зіграним 18 листопада 2020.
|    | Умовні позначення                      |
| -- | -------------------------------------- |
| *  | Все ще активний у національній збірній |
| =  | Гравець має рівну кількість ігор       |
| ВР | Воротар                                |
| ЗХ | Захисник                               |
| ПЗ | Півзахисник                            |
| НП | Нападник                               |

| №    | Ім'я                  | Позиція | Національна кар'єра | Ігор | Голів | Notes |
| ---- | --------------------- | ------- | ------------------- | ---- | ----- | ----- |
| 1    | Андреас Герцог        | ПЗ      | 1988–2003           | 103  | 26    |       |
| 2    | Тоні Польстер         | НП      | 1982–2000           | 95   | 44    |       |
| 3    | Герхард Ганаппі       | ПЗ      | 1948–1962           | 93   | 12    |       |
| 4    | Марко Арнаутович*     | НП      | 2008–2020           | 87   | 26    |       |
| 5=   | Александар Драгович*  | ЗХ      | 2009–2020           | 86   | 1     |       |
| 5=   | Карл Коллер           | ПЗ      | 1952–1965           | 86   | 5     |       |
| 7=   | Фрідріх Концилія      | ВР      | 1974–1985           | 84   | 0     |       |
| 7=   | Бруно Пеццай          | ПЗ      | 1975–1990           | 84   | 9     |       |
| 9    | Герберт Прогазка      | ПЗ      | 1974–1989           | 83   | 10    |       |
| 10   | Юліан Баумгартлінгер* | ПЗ      | 2009–2020           | 82   | 1     |       |
| 11   | Крістіан Фукс         | ЗХ      | 2006–2016           | 78   | 1     |       |
| 12   | Давід Алаба*          | ЗХ      | 2009–2020           | 76   | 14    |       |
| 13   | Себастьян Предль*     | ЗХ      | 2007–2018           | 73   | 4     |       |
| 14   | Марк Янко             | НП      | 2006–2019           | 70   | 28    |       |
| 15=  | Андреас Іваншиц       | ПЗ      | 2003–2014           | 69   | 12    |       |
| 15=  | Ганс Кранкль          | НП      | 1973–1985           | 69   | 34    |       |
| 17=  | Мартін Гарнік         | НП      | 2007–2017           | 68   | 15    |       |
| 17=  | Геріберт Вебер        | ЗХ      | 1976–1989           | 68   | 1     |       |
| 19   | Петер Штегер          | ПЗ      | 1988–1999           | 65   | 15    |       |
| 20   | Вальтер Шахнер        | НП      | 1976–1994           | 64   | 23    |       |
| 21=  | Андреас Огріс         | НП      | 1986–1997           | 63   | 11    |       |
| 21=  | Антон Пфеффер         | ЗХ      | 1988–1999           | 63   | 1     |       |
| 21=  | Петер Шеттель         | ЗХ      | 1988–2002           | 63   | 0     |       |
| 24   | Ернст Оцвірк          | ПЗ      | 1945–1962           | 62   | 6     |       |
| 25   | Емануель Погатець     | ЗХ      | 2002–2014           | 61   | 2     |       |
| 26=  | Курт Яра              | ПЗ      | 1971–1985           | 59   | 14    |       |
| 26=  | Франц Вольфарт        | ВР      | 1987–2001           | 59   | 0     |       |
| 28   | Рене Ауфгаузер        | ПЗ      | 2002–2008           | 58   | 12    |       |
| 29=  | Вільгельм Кройц       | НП      | 1969–1981           | 56   | 10    |       |
| 29=  | Маркус Шопп           | ПЗ      | 1995–2005           | 56   | 6     |       |
| 29=  | Мартін Штранцль       | ЗХ      | 2000–2009           | 56   | 3     |       |
| 32=  | Петер Артнер          | ЗХ      | 1987–1996           | 55   | 1     |       |
| 32=  | Златко Юнузович       | ПЗ      | 2006–2017           | 55   | 7     |       |
| 32=  | Дітмар Кюбауер        | ПЗ      | 1992–2005           | 55   | 5     |       |
| 32=  | Роберт Зара           | ЗХ      | 1965–1980           | 55   | 3     |       |
| 36   | Мартін Гінтереггер*   | ЗХ      | 2013–2020           | 53   | 4     |       |
| 37=  | Йозеф Блум            | ЗХ      | 1920–1932           | 51   | 3     |       |
| 37=  | Ернст Гаппель         | ЗХ      | 1947–1958           | 51   | 5     |       |
| 37=  | Роланд Гаттенбергер   | ПЗ      | 1972–1982           | 51   | 3     |       |
| 40=  | Мартін Гіден          | ЗХ      | 1998–2008           | 50   | 1     |       |
| 40=  | Еріх Обермаєр         | ЗХ      | 1975–1985           | 50   | 1     |       |
| 40=  | Івиця Вастич          | НП      | 1996–2008           | 50   | 14    |       |
| 43   | Манфред Жак           | ПЗ      | 1986–1993           | 49   | 5     |       |
| 44   | Штефан Ільзанкер*     | ПЗ      | 2014–2020           | 48   | 0     |       |
| 45=  | Гаральд Черни         | ПЗ      | 1993–2004           | 47   | 4     |       |
| 45=  | Альфред Кернер        | НП      | 1946–1958           | 47   | 14    |       |
| 47=  | Вольфганг Файєрзінгер | ЗХ      | 1990–1999           | 46   | 0     |       |
| 47=  | Йоганн Хорват         | НП      | 1924–1934           | 46   | 29    |       |
| 47=  | Марсель Забітцер*     | ЗХ      | 2012–2020           | 46   | 8     |       |
| 47=  | Теодор Вагнер         | НП      | 1946–1957           | 46   | 22    |       |
| 51   | Флоріан Кляйн*        | ЗХ      | 2010–2016           | 45   | 0     |       |
| 52=  | Фрідріх Гшвайдль      | НП      | 1924–1935           | 44   | 12    |       |
| 52=  | Карл Сеста            | ЗХ      | 1932–1945           | 44   | 1     | [ b ] |
| 54=  | Маріо Гаас            | НП      | 1996–2007           | 43   | 7     |       |
| 54=  | Міхаель Конзель       | ВР      | 1985–1998           | 43   | 0     |       |
| 54=  | Маттіас Сінделар      | НП      | 1924–1939           | 43   | 26    |       |
| 54=  | Герхард Штурмбергер   | ЗХ      | 1965–1970           | 43   | 0     |       |
| 58=  | Йозеф Брандштеттер    | ПЗ      | 1912–1924           | 42   | 2     |       |
| 58=  | Ганс Бузек            | НП      | 1955–1969           | 42   | 9     |       |
| 58=  | Карл Штоц             | ЗХ      | 1950–1962           | 42   | 1     |       |
| 61=  | Дьордь Гаріч          | ЗХ      | 2006–2016           | 41   | 2     |       |
| 61=  | Кристоф Ляйтгеб       | ПЗ      | 2006–2014           | 41   | 0     |       |
| 61=  | Клаус Ліденбергер     | ВР      | 1982–1990           | 41   | 0     |       |
| 61=  | Вальтер Земан         | ВР      | 1945–1960           | 41   | 0     |       |
| 65=  | Міхаель Баур          | ПЗ      | 1990–2003           | 40   | 5     |       |
| 65=  | Руді Флегель          | НП      | 1960–1969           | 40   | 5     |       |
| 65=  | Гаймо Пфайфенбергер   | НП      | 1989–1998           | 40   | 9     |       |
| 65=  | Пауль Шарнер          | ЗХ      | 2002–2012           | 40   | 0     |       |
| 65=  | Фердинанд Весели      | НП      | 1922–1928           | 40   | 17    |       |
| 65=  | Карл Цишек            | НП      | 1931–1945           | 40   | 24    |       |
| 71=  | Ернст Баумайстер      | ПЗ      | 1978–1988           | 39   | 1     |       |
| 71=  | Йозеф Гікерсбергер    | ПЗ      | 1968–1978           | 39   | 5     |       |
| 71=  | Роланд Лінц           | НП      | 2002–2010           | 39   | 8     |       |
| 71=  | Вальтер Науш          | ПЗ      | 1929–1937           | 39   | 1     |       |
| 71=  | Карл Райнер           | ЗХ      | 1924–1935           | 39   | 0     |       |
| 71=  | Йозеф Смістик         | ПЗ      | 1928–1936           | 39   | 2     |       |
| 77   | Курт Шмід             | ВР      | 1954–1960           | 38   | 0     |       |
| 78=  | Йоганн Айгенштіллер   | ЗХ      | 1967–1975           | 37   | 0     |       |
| 78=  | Томас Флегель         | ПЗ      | 1992–2003           | 37   | 3     |       |
| 78=  | Еріх Гоф              | НП      | 1957–1968           | 37   | 28    |       |
| 81   | Ернст Мельхіор        | НП      | 1946–1953           | 36   | 16    |       |
| 82=  | Уолтер Глехнер        | ЗХ      | 1960–1968           | 35   | 1     |       |
| 82=  | Леопольд Ніч          | НП      | 1915–1925           | 35   | 0     |       |
| 84=  | Пауль Галла           | ЗХ      | 1952–1965           | 34   | 2     |       |
| 84=  | Йоахім Штандфест      | ЗХ      | 2003–2008           | 34   | 2     |       |
| 84=  | Міхаель Штрайтер      | ЗХ      | 1989–1999           | 34   | 1     |       |
| 87=  | Роберт Альмер         | ВР      | 2011–2016           | 33   | 0     |       |
| 87=  | Александер Маннінгер  | ВР      | 1999–2009           | 33   | 0     |       |
| 87=  | Александер Попович    | ЗХ      | 1911–1923           | 33   | 1     |       |
| 90=  | Карл Курц             | ПЗ      | 1919–1928           | 32   | 0     |       |
| 90=  | Ернст Стояспал        | НП      | 1946–1954           | 32   | 14    |       |
| 92=  | Ерік Газенкопф        | ЗХ      | 1956–1964           | 31   | 0     |       |
| 92=  | Норберт Гоф           | ЗХ      | 1968–1974           | 31   | 1     |       |
| 92=  | Велі Кавлак           | ПЗ      | 2007–2014           | 31   | 1     |       |
| 92=  | Роберт Пекль          | ЗХ      | 1987–1993           | 31   | 1     |       |
| 92=  | Петер Пляцер          | ВР      | 1931–1937           | 31   | 0     | [ c ] |
| 97=  | Йозеф Дегеоргі        | ЗХ      | 1982–1990           | 30   | 1     |       |
| 97=  | Ганс Етмайер          | ПЗ      | 1968–1975           | 30   | 0     |       |
| 97=  | Джеральд Вілфурт      | ПЗ      | 1983–1991           | 30   | 3     |       |
| 100= | Валентіно Лазаро*     | ПЗ      | 2014–2020           | 29   | 3     |       |
| 100= | Крістіан Майрлеб      | НП      | 1998–2005           | 29   | 6     |       |
| 100= | Горст Немек           | НП      | 1959–1965           | 29   | 16    |       |
| 100= | Роман Вальнер         | НП      | 2001–2010           | 29   | 7     |       |
| 100= | Маркус Вайсенбергер   | ПЗ      | 1999–2008           | 29   | 1     |       |
| 105= | Ервін Гоффер          | НП      | 2007–2012           | 28   | 4     |       |
| 105= | Роланд Кірхлер        | ПЗ      | 1993–2005           | 28   | 5     |       |
| 105= | Гельмут Кегльбергер   | НП      | 1965–1976           | 28   | 6     |       |
| 105= | Вальтер Коглер        | ЗХ      | 1991–2001           | 28   | 1     |       |
| 105= | Лео Лайнер            | ЗХ      | 1982–1994           | 28   | 1     |       |
| 105= | Гайнц Лінднер*        | ВР      | 2012–2019           | 28   | 0     |       |
| 105= | Курт Русс             | ЗХ      | 1988–1991           | 28   | 0     |       |
| 105= | Антон Шалль           | НП      | 1927–1934           | 28   | 27    |       |
| 105= | Ганс Шмідраднер       | ЗХ      | 1969–1974           | 28   | 1     |       |
| 105= | Йоганн Студнічка      | НП      | 1902–1918           | 28   | 18    |       |
| 115= | Роберт Дінст          | НП      | 1949–1957           | 27   | 12    |       |
| 115= | Гернот Фрайдль        | ВР      | 1961–1970           | 27   | 0     |       |
| 115= | Леопольд Гернхардт    | ПЗ      | 1945–1952           | 27   | 0     |       |
| 115= | Леопольд Гофманн      | ПЗ      | 1925–1934           | 27   | 1     |       |
| 115= | Альфред Гертнагль     | ПЗ      | 1989–2000           | 27   | 1     |       |
| 115= | Томас Паріц           | НП      | 1966–1973           | 27   | 5     |       |
| 115= | Густав Візер          | НП      | 1916–1926           | 27   | 12    |       |
| 122= | Юрген Махо            | ВР      | 2002–2011           | 26   | 0     |       |
| 122= | Йозеф Штерінг         | ПЗ      | 1969–1977           | 26   | 5     |       |
| 122= | Гайнріх Штрассер      | ЗХ      | 1969–1979           | 26   | 0     |       |
| 125= | Гвідо Бургшталлер     | НП      | 2012–2019           | 25   | 2     |       |
| 125= | Карл Деккер           | НП      | 1945–1952           | 25   | 19    | [ d ] |
| 125= | Едуард Крігер         | ЗХ      | 1970–1978           | 25   | 0     |       |
| 125= | Штефан Лайнер*        | ЗХ      | 2017–2020           | 25   | 1     |       |
| 125= | Манфред Лінцмаєр      | ПЗ      | 1970–1978           | 25   | 2     |       |
| 125= | Франц Шимер           | ЗХ      | 2007–2013           | 25   | 4     |       |

## Виноски
1. ↑  Гравці, які все ще виступають у національній збірній, — це гравці, які не завершили кар'єру в міжнародному футболі та мають право бути викликаними.
2. ↑  Також грав за Німеччину три рази.[24]
3. ↑  Також грав за Німеччину два рази.[25]
4. ↑  Також грав за Німеччину вісім разів.[26]